# 特里格拉夫峰
特里格拉夫峰，是朱利安阿尔卑斯山主峰，位于斯洛文尼亚西北部，海拔2864米，为该国最高峰。
该峰远眺有三个山头，类似于古斯拉夫神话中的三面大神特里格拉夫，因而得名。山頂設有阿爾亞茲塔，作為一個風暴避難所使用。